# Conformació

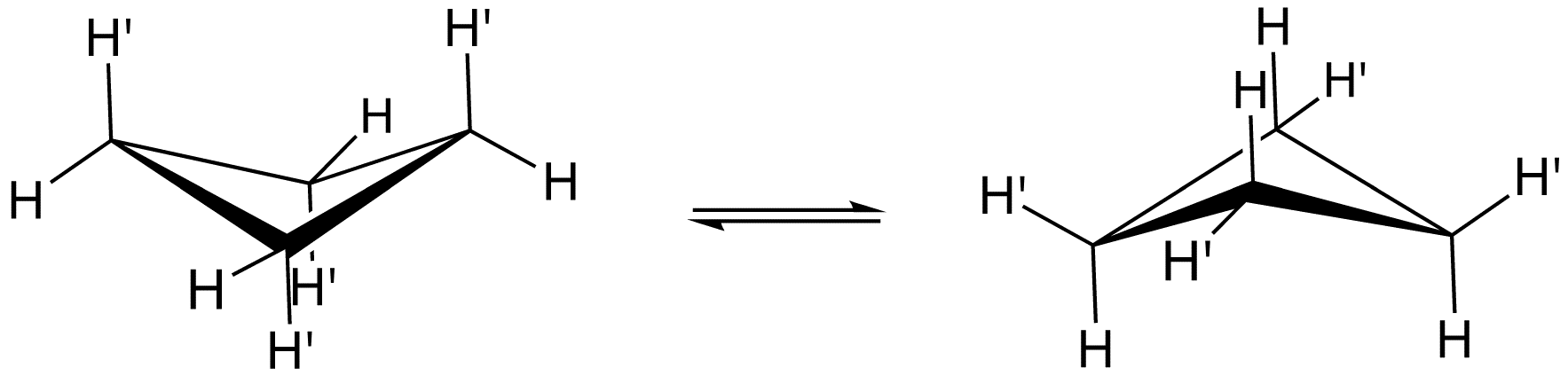
Equilibri entre dues conformacions del ciclobutà

S'anomena conformació, és a dir forma real, a cadascun dels arranjaments geomètrics dels àtoms d'una molècula en l'espai, que poden interconvertir-se per rotació, més o menys lliure, d'uns grups atòmics respecte als altres entorn d'un enllaç simple, pres com a eix.

## Evolució històrica
A principis del segle XX els químics orgànics admetien que els àtoms podien girar lliurement al voltant dels enllaços simples. La lliure rotació dels enllaços s'atribueix al químic holandès Jacobus Henricus van 't Hoff i és una conseqüència de la seva teoria dels carbonis amb enllaços tetraèdrics. Si no existís la possibilitat de la lliure rotació dels àtoms entorn dels enllaços que els uneixen com eixos, les molècules que tinguessin quatre cadenes no ramificades enllaçades sota un angle tetraèdric, haurien de presentar-se en formes espacialment asimètriques. Com que no s'observaven aquest tipus d'isòmers es deduí que per força els àtoms podien girar lliurement.
Tanmateix el 1935, Eduard Teller i Bryan Topley suggeriren que aquesta suposició podia no ser correcte. Havien estudiat la capacitat calorífica de l'età i notaren que era significativament inferior de la que la teoria indicava que havia de ser admetent la lliure rotació. Assenyalaren que si la rotació al voltant de l'enllaç C-C no fos lliure, sinó restringida per una barrera d'energia, coincidien la teoria amb l'experiència. Aquestes investigacions varen atreure l'atenció d'altres químics que estudiaren altres casos, destacant les contribucions de Kenneth S. Pitzer i San-ichiro Mizushima.
El fet que la conformació sigui molt ràpida impossibilita l'aïllament d'una substància en una forma configuracional determinada, excepte en els casos en què la molècula posseeix grups voluminosos que impedeixen la rotació lliure. La repulsió entre els electrons dels enllaços i un cert impediment estèric entre els àtoms fan que únicament siguin afavorides energèticament unes determinades configuracions d'una molècula i que la rotació lliure sigui en part restringida.

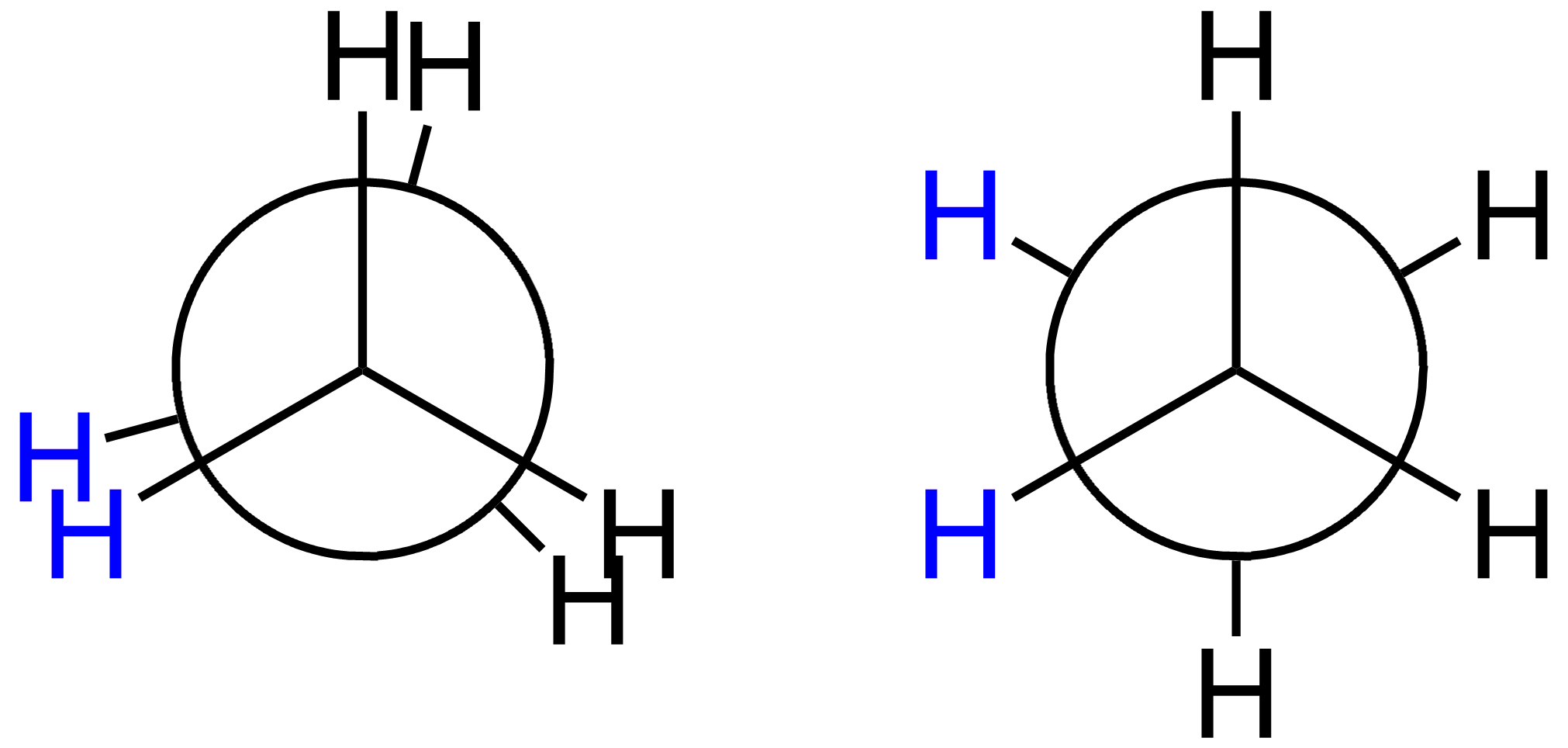
Conformacions de l'età, eclipsada i alternada, representades mitjançant projeccions de Newman

## Exemples
- L'età, CH₃-CH₃ posseeix una energia d'interacció màxima quan la distància entre els hidrògens de cada metil és mínima (conformació eclipsada), i mínima quan la distància és màxima (conformació alternada o no eclipsada), bo i existint una diferència d'energia de 2,8 kcal/mol entre ambdues conformacions. Per això, la majoria de les molècules de l'età a temperatura ambient es troben en la conformació alterada —o molt a prop d'aquesta—, de menor energia, és a dir, més estable.
- Per a l'1,2-dibromoetà, CH₂Br-CH₂Br hom proposa diverses formes configuracionals, no aïllades, però evidents per mitjà d'espectroscòpia infraroja i Raman: per exemple, la sinperiplanar, amb els àtoms de brom eclipsats, la sinclinal, on els broms formen un angle de torsió (τ) de 60° o 300°, l'anticlinal, amb angles de 120° o 240°, i l'antiperiplanar, amb angle de 180°. La forma sinclinal i sobretot l'antiperiplanar són les més estables. Hom assegura que, a temperatura ambient, el 85% de les molècules de l'1,2-dibromoetà tenen la conformació antiperiplanar, i gairebé tota la resta en forma sinclinal.

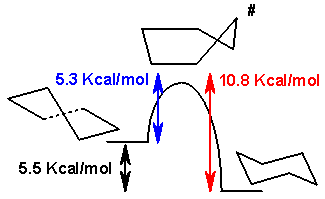
Interconversió entre les dues formes, barca i cadira, del ciclohexà

- L'anàlisi conformacional demostra que el ciclohexà es presenta en dues conformacions, amb 11,4 kcal/mol de més poca tensió que la forma plana de l'anell: una en forma de barca, i l'altra, de cadira, més estable. Aquesta última té dos tipus d'enllaços: els uns perpendiculars al pla de la projecció de l'hexàgon (enllaços axials), i els altres units al cicle de biaix (enllaços equatorials). Un substituent en la molècula de ciclohexà es presenta més en el temps en posició equatorial, al més lluny possible de les interaccions 1,3,5 o 2,4,6.